# Koh-Lanta: Vietnam
Koh-Lanta: Vietnam fue un reality show francés, esta es la 10.ma temporada del reality show francés Koh-Lanta, transmitido por TF1 y producido por Adventure Line Productions. Fue conducido por Denis Brogniart y se estrenó el 17 de septiembre de 2010 y finalizó 17 de diciembre de 2010. Esta temporada fue grabado en Vietnam, específicamente en el archipiélago de Côn Đảo y contó con 20 participantes. Philippe es quien ganó esta temporada y así obtuvo como premio € 100.000.
Esta temporada contó con 20 participantes divididos en 2 tribus; la primera es la tribu Do representada por el color rojo y la segunda es Vang representada por el color amarillo. Esta temporada duró 40 días.

## Rodaje
El rodaje de esta temporada, estuvo retrasado por la nube de cenizas provocada por la Erupción del Eyjafjallajökull de 2010 que bloqueaba el cielo en Vietnam.
Específicamente esta temporada fue grabada en el archipiélago de Côn Đảo que se encuentra al sureste de Vietnam, que cuenta con 16 islas e islotes, donde los participantes sobrevivirán durante 40 días.

## Equipo del Programa
- Presentadores: Denis Brogniart lidera las competencias por equipos y los consejos de eliminación.

## Participantes
| Participante                              | Edad | Tribu Original | Tribu Mezclada              | Tribu Definitiva                | Resultado Final              |
| ----------------------------------------- | ---- | -------------- | --------------------------- | ------------------------------- | ---------------------------- |
| Philippe Duron Biólogo.                   | 41   | Do             | Vang                        | Unificada                       | Ganador de Koh-Lanta         |
| Claude Dartois Chofer.                    | 30   | Do             | Do                          | Unificada                       | 2.° lugar de Koh-Lanta       |
| Wafa El Mejjad Vendedora.                 | 26   | Vang           | Do                          | Unificada                       | 16.ta Eliminada de Koh-Lanta |
| Véronique Bègue Profesora de Tenis.       | 55   | Do             | Vang                        | Unificada                       | 15.ta Eliminada de Koh-Lanta |
| Kunle Adébowale Profesor.                 | 28   | Do             | Vang                        | Unificada                       | 14.to Eliminado de Koh-Lanta |
| Laurence Pizzocchia Manicurista.          | 33   | Vang           | Do                          | Unificada                       | 13.ra Eliminada de Koh-Lanta |
| Aurélie Gasser Guía en un centro de ocio. | 26   | Vang           | Vang                        | Unificada                       | 12.da Eliminada de Koh-Lanta |
| Marine Plissoneau Auxiliar de vuelo.      | 35   | Vang           | Do                          | Unificada                       | 11.ra Eliminada de Koh-Lanta |
| Abdellah Akriche Instructor de Deportes.  | 32   | Do             | Do                          | Unificada                       | 10.mo Eliminado de Koh-Lanta |
| Valentin D'Hoore Estudiante y Modelo.     | 20   | Do             | Do                          | Unificada                       | Abandona Por lesión          |
| Boris Deltell Obrero.                     | 30   | Vang           | Vang                        |                                 | 8.vo Eliminado de Koh-Lanta  |
| Audrey Perez Cesante.                     | 24   | Vang           | Do                          | 7.ma Eliminada de Koh-Lanta     |                              |
| Jean-Pierre Pigato Cesante.               | 47   | Do             | Vang                        | 6.to Eliminado de Koh-Lanta     |                              |
| Jennifer Lieutaud Comerciante.            | 23   | Vang           | Do                          | Abandona Por motivos personales |                              |
| Virginie Mercadal Pioli Peluquera.        | 38   | Vang           | Vang                        | 4.ta Eliminada de Koh-Lanta     |                              |
| Alain Merdel Campesino.                   | 47   | Do             | Vang                        | Abandona Por lesión             |                              |
| Vivien Escouflaire Estudiante.            | 20   | Do             |                             | 2.da Eliminada de Koh-Lanta     |                              |
| Frédérique Brugiroux Animalista.          | 45   | Vang           | 1.ra Eliminada de Koh-Lanta |                                 |                              |

## Desarrollo

### Competencias
| Episodio | Emisión                  | Bienestar              | Inmunidad     | Eliminado   | Salida |
| -------- | ------------------------ | ---------------------- | ------------- | ----------- | ------ |
| 1        | 17 de septiembre de 2010 | Vang                   | Do            | Frédérique  | Día 3  |
| 2        | 24 de septiembre de 2010 | Do                     | Vang          | Vivien      | Día 6  |
| 3        | 1 de octubre de 2010     | Do                     | Do            | Virginie    | Día 9  |
| 4        | 8 de octubre de 2010     | Vang                   | Do            | Virginie    | Día 12 |
| 5        | 15 de octubre de 2010    | Vang                   | Do            | Marine      | Día 15 |
| 6        | 22 de octubre de 2010    | Do                     | Do            | Jean-Pierre | Día 18 |
| 7        | 29 de octubre de 2010    | Do                     | Vang          | Audrey      | Día 20 |
| 8        | 5 de noviembre de 2010   | Do                     | Claude        | Aurélie     | Día 23 |
| 9        | 12 de noviembre de 2010  | Claude                 | Claude        | Abdellah    | Día 26 |
| 10       | 19 de noviembre de 2010  | Kunlé                  | Claude        | Marine      | Día 29 |
| 11       | 26 de noviembre de 2010  | Véronique              | Philippe      | Aurélie     | Día 32 |
| 12       | 3 de diciembre de 2010   | Philippe               | Claude        | Laurence    | Día 35 |
| 13       | 11 de diciembre de 2010  | Claude                 | Philippe      | Kunlé       | Día 38 |
| Episodio | Emisión                  | Mensajes de prueba     | Consejo final | Ganador     | Salida |
| 14       | 17 de diciembre de 2011  | Claude, Philippe, Wafa | Philippe      | Philippe    | Día 40 |

### Jurado Final
| Participante | Puesto     | Vota por |
| ------------ | ---------- | -------- |
| Abdellah     | 1° Miembro | Philippe |
| Marine       | 2° Miembro | Philippe |
| Aurélie      | 3° Miembro | Philippe |
| Laurence     | 4° Miembro | Philippe |
| Kunlé        | 5° Miembro | Claude   |
| Véronique    | 6° Miembro | Philippe |
| Wafa         | 7° Miembro | Philippe |

## Estadísticas Semanales
| Participante | Episodio  | Episodio  | Episodio  | Episodio  | Episodio  | Episodio  | Episodio  | Episodio  | Episodio  | Episodio  | Episodio  | Episodio  | Episodio  | Episodio  |
| Participante | 1         | 2         | 3         | 4         | 5         | 6         | 7         | 8         | 9         | 10        | 11        | 12        | 13        | 14        |
| ------------ | --------- | --------- | --------- | --------- | --------- | --------- | --------- | --------- | --------- | --------- | --------- | --------- | --------- | --------- |
| Philippe     | Gana      | Salvado   | Salvado   | Salvado   | Salvado   | Salvado   | Gana      | Salvado   | Salvado   | Salvado   | Inmune    | Salvado   | Inmune    | Ganador   |
| Claude       | Gana      | Salvado   | Gana      | Gana      | Gana      | Gana      | Salvado   | Inmune    | Inmune    | Inmune    | Salvado   | Inmune    | Salvado   | 2°.Lugar  |
| Wafa         | Salvada   | Gana      | Gana      | Gana      | Gana      | Gana      | Salvada   | Salvada   | Salvada   | Salvada   | Salvada   | Salvada   | Salvada   | Eliminada |
| Véronique    | Gana      | Salvada   | Salvada   | Salvada   | Salvada   | Salvada   | Gana      | Salvada   | Salvada   | Salvada   | Salvada   | Salvada   | Eliminada |           |
| Kunlé        | Gana      | Salvado   | Salvado   | Salvado   | Salvado   | Salvado   | Gana      | Salvado   | Salvado   | Salvado   | Salvado   | Eliminado |           |           |
| Laurence     | Salvada   | Gana      | Gana      | Gana      | Gana      | Gana      | Salvada   | Salvada   | Salvada   | Salvada   | Eliminada |           |           |           |
| Aurélie      | Salvada   | Gana      | Salvada   | Salvada   | Salvada   | Salvada   | Gana      | Eliminada | Reingresa | Salvada   | Eliminada |           |           |           |
| Marine       | Salvada   | Salvada   | Gana      | Gana      | Eliminada | Reingresa | Salvada   | Salvada   | Salvada   | Eliminada |           |           |           |           |
| Abdellah     | Gana      | Salvado   | Gana      | Gana      | Gana      | Gana      | Salvado   | Salvado   | Eliminado |           |           |           |           |           |
| Valentin     | Gana      | Salvado   | Gana      | Gana      | Gana      | Gana      | Salvado   | Salvado   | Abandona  |           |           |           |           |           |
| Boris        | Salvado   | Gana      | Gana      | Gana      | Gana      | Gana      | Salvado   | Eliminado |           |           |           |           |           |           |
| Audrey       | Salvada   | Gana      | Gana      | Gana      | Gana      | Gana      | Eliminada |           |           |           |           |           |           |           |
| Jean-Pierre  | Gana      | Salvado   | Salvado   | Salvado   | Salvado   | Eliminado |           |           |           |           |           |           |           |           |
| Jennifer     | Salvada   | Gana      | Gana      | Gana      | Abandona  |           |           |           |           |           |           |           |           |           |
| Virginie     | Salvada   | Gana      | Eliminada | Eliminada |           |           |           |           |           |           |           |           |           |           |
| Alain        | Gana      | Salvado   | Abandona  |           |           |           |           |           |           |           |           |           |           |           |
| Vivien       | Gana      | Eliminado |           |           |           |           |           |           |           |           |           |           |           |           |
| Frédérique   | Eliminada |           |           |           |           |           |           |           |           |           |           |           |           |           |

- Simbología
- Competencia en Equipos (Día 1-22)

     El participante pierde junto a su equipo pero no es eliminado.
     El participante pierde junto a su equipo y posteriormente es eliminado.
     El participante gana junto a su equipo y continua en competencia.
     El participante es eliminado, pero vuelve a ingresar.
     El participante abandona la competencia.
     El participante vuelve a ingresar, pero es eliminado.
Competencia individual (Día 23-40)
     Ganador de Koh Lanta.
     2°.Lugar de Koh Lanta.
     El participante gana la competencia y queda inmune.
     El participante pierde la competencia, pero no es eliminado.
     El participante es eliminado de la competencia.

## Audiencias
| Episodio | Fecha de emisión           | Espectadores | Horario       |
| -------- | -------------------------- | ------------ | ------------- |
| 1        | «17 de septiembre de 2010» | 7.796.000    | 20:45 - 22:30 |
| 2        | «24 de septiembre de 2010» | 7.437.000    | 20:45 - 22:15 |
| 3        | «1 de octubre de 2010»     | 7.843.000    | 20:45 - 22:25 |
| 4        | «8 de octubre de 2010»     | 6.814.000    | 20:45 - 22:20 |
| 5        | «15 de octubre de 2010»    | 6.778.000    | 20:50 - 22:30 |
| 6        | «22 de octubre de 2010»    | 6.471.000    | 20:45 - 22:25 |
| 7        | «29 de octubre de 2010»    | 6.096.000    | 20:45 - 22:20 |
| 8        | «5 de noviembre de 2010»   | 6.992.000    | 20:45 - 22:25 |
| 9        | «12 de noviembre de 2010»  | 6.460.000    | 20:45 - 22:15 |
| 10       | «19 de noviembre de 2010»  | 6.510.000    | 20:45 - 22:15 |
| 11       | «26 de noviembre de 2010»  | 6.593.000    | 20:45 - 22:15 |
| 12       | «3 de diciembre de 2010»   | 7.006.000    | 20:45 - 22:15 |
| 13       | «11 de diciembre de 2010»  | 5.368.000    | 20:45 - 22:15 |
| 14       | «17 de diciembre de 2010»  | 7.048.000    | 20:45 - 23:15 |